# GDM英語教授法
GDM英語教授法（GDMえいごきょうじゅほう）とは、Graded 段階づけられた言葉と文章を、Direct 母語を介さず直接英語で教える、Method 方法である。
入門期の外国語を教えるために，BASIC Englishにもとづいて，ハーバード大学でI. A. リチャーズ博士とクリスティン・ギブソン女史により，1940年代から60年代にかけて開発された。日本では、1947年に東京女子大学でConstance Chappell教授により始まり、今に至る。

## GDMの原理
IA リチャーズが1946年にパリのユネスコ会議で次のように発表している。(NOTE ON PRINCIPLES OF BEGINNING LANGUAGE INSTRUCTION prepared by IA Richards 1946)
以下「GDM英語教授法研究会」のサイトより引用
1. 新しいセンテンスあるいはセンテンスの要素を学習するのは，それが場面にどのように応用されるかを見ることによる。
2. それが見えるように，センテンスと場面をいっしょに提示することが教えるということだ。
3. 以下，SEN-SITと省略してあらわすのは，センテンスに意味を与える場面situationにおけるsentenceを組み合わせた単位である。
4. 外国語を効果的に教えることはSEN-SITを作り，配列し，提示し，テストすることによって成り立つ。
5. それぞれの言語には，それのSEN-SITを配列するのに，理想的な順番がある。
6. この理想的な順番においては，
  1. それぞれのSEN-SITのあいまいさは，この順番のなかでは，最小限である。
  2. それぞれのSEN-SITは，あとにくるものへの準備となる。
  3. それぞれのSEN-SITは，あとにくるものによって確かなものになる。
  4. 新しいSEN-SITにより，すでに教えられたSEN-SITが混乱させられることは最小限である。
7. それぞれのステップが他のステップを支え，支えられあうような有機的順序だては Grading によって可能となる。「段階づけ」をこのように理解すれば，それは順番のなかにおける部分相互間の質的な問題であって、前後のレッスンにおける単語の数といったような量の問題ではない。
8. 文の構造に対応して，場の構造が容易に認知できるばあいには，そのSEN-SITは明快であるといえる。
9. 良い段階づけではじめに使うSEN-SITはできるだけ要素が少なく，できるだけ明快なものである。
10. 文の構造が学習者に見えるのは，文の要素が場の要素に対応してどう変わるか認知することによる。構造とは，変数の値が変わることにかかわらず一定でありつづける形のことである。
  - It is here.
  - It is there.
  - He is there.
11. 変数の変化をとおして構造を教えるために選ぶ単語は，使いみちの広いものであるべきだ。
12. 使いみちの広い単語とは
  1. 学習者がそれを使うことによって自分の知識をできるだけ早く広範囲にわたって使うことができる。
  2. あとにつづくことを教えるのに一番良く準備になること。
  3. その語のたすけによって他の使いみちの広い語を説明できるようなもの。
13. 英語のばあいには，もっとも使いみちの広い（そして概してもっとも頻度の高い）語は
  1. ベーシック・イングリッシュ語表の第一欄にある機能語である。
  2. 実物や（絵にかいて）見せることができる日常的な物品と，その性質。
14. それらのなかで最初に使うべきものは，もっとも明快なSEN-SITを生じさせるものである。
15. 疑問文は，肯定文の語順が確立するまで，延期するのが賢明である。
16. 学習者はそのようなSEN-SITの配列を進みながら，それらの要素と構造を練習しなくてはならない──ただし単にリピートするのではなく，既習の要素を新しい構造において使い、変化した要素で同じ構造を使いながら，新しいSEN-SITを経験することによるのである。
17. そのような段階づけがあれば，母語による助けは必要でなくなる。翻訳をさけるべき理由は
  1. 母語の「構文」が干渉して，かたことの外国語から出られなくなる。
  2. 母語の「音素」が干渉して，へんな発音の原因になる。
  3. SEN-SITのかわりに，母語との連想がおこる。このため「あたらしい言語でかんがえること」ができなくなる。本来これは最初 から可能なことである。
18. 翻訳は, 外国語学習の進んだ段階では望ましい練習であるが，初心者にとっては混乱と無駄の原因となる。段階づけられた提示──正しい順序で配列されたSEN-SITによれば──母語による説明とか「相当語句」はまったく必要がなくなる。

## GDMの歴史[2]
| 1918年    | 第一次世界大戦終わる。C.K.オグデンとリチャーズ意気投合し意味の意味などについて徹夜で語りあかす（11月11日）。 『意味の意味』を書きながら, 定義に使われる語彙は比較少数の単語がくりかえし現れることに気づき, 「基礎語」の可能性に思いいたる。 |
| 1923年    | The Meaning of Meaning (with C.K. Ogden). |
| 1929-30年 | リチャーズ清和大学客員教授として中国で教える。深いカルチャー・ショックを受ける。BASIC English 発表される。 |
| 1933年    | Basic Rules of Reason |
| 1935年    | Basic in Teaching: East and West. |
| 1936年    | The Philosophy of Rhetoric. リチャーズ中国にもどりベーシック・イングリッシュ普及のためにはたらく。 |
| 1937年    | 中国全土の中学校でベーシック・イングリッシュを教えようというリチャーズの提案を中国文部省に採用させる（6月）。 7月7日，中日戦争はじまる。リチャーズは中国政府高官たちと日本軍を逃れ奥地に移動する。雲南省に落ち着き, 登山と英語「入門書」テキスト執筆に熱中する(10-12月)。 |
| 1938年    | 香港に呼び出され, 中国におけるベーシックの将来について会談し, 北京にもどり, 「入門書」執筆をつづける。 2-3月，天津のイエズス会高等学院での「入門書」草稿の実践にもとづきながら, テキストをしあげる。関係詞whichの早期導入を思いつく。 リチャーズ中国をはなれ日本経由でバンクーバーへ向かう。映画を使ってゼロから英語を教えることを船中で思いつく（5月）。 アメリカでは1933年以来マサチューセッツ州と首都ワシントンで成人教育にベーシックを使うことをオグデンと連絡をとりながら, すすめているシャーロット・タイラーたちがいたが, 教材の程度が高すぎたり, スピーキング能力がつきにくい, などの難点があった。彼女たちは中国から帰国途中のリチャーズと会って, 彼の中国向けの「入門書」をベースにすることにした。 秋 First Book of English for Chinese Learners; Teacher’s Handbook. |
| 1939年    | 9月，ヨーロッパで第二次大戦はじまり, リチャーズはハーバード大学にわたる。彼のまわりにベーシック関係の人材が集まる。そこに Christine M. Gibson も加わる。 マサチューセッツのメアリー・ガイトンとワシントンのウィルフリッド・シアーズなどのリーダーシップのもとて, 移民に英語を教えるクラスでの実践をとおして「入門書」の書きなおしがくりかえされ, テキストとして形をとりはじめる。このいわゆる”Massachusetts Primer”は Learning the English Language(LEL)の原型。 |
| 1941年    | 12月，日本軍パール・ハーバーを攻撃, 太平洋戦争はじまる。 |
| 1942年    | 英語で考えるときのキイワード100語を論じたHow to Read a Page; The Republic of Platoベーシック訳「プラトンの共和国」 夏をリチャーズはディズニー・スタジオですごし, マンガの描きかたをならう。 Learning the English Language: A Book for the Men and Women of All Countries, Book One. 中国向け「入門書」は訳読式であったが, LEL はdirect method になり, すべてISOTYPE(国際絵文字)風に図解されている。疑問文はすべてBook Two以後に延期されていることも特色のひとつである。 |
| 1943年    | Learning the English Language, Books Two and Three. Basic English and Its Uses. 9月，英国首相チャーチルがハーバード大学でベーシック支持の演説をしてセンセーションをまきおこす。 |
| 1944年    | March of Time社制作の映画, Basic English Teaching Pictures（ライブ10分×6巻）。リチャーズはハーバード大学の学部をこえた全学のUniversity Professorとなり, アメリカに定住をきめる。 |
| 1945年    | 2-3月，リチャーズたちはマイアミで文盲をふくむ1000人の中国海軍士官水兵に英語をおしえ6週間で何とか使いものにする。 8月，原爆投下, 第二次大戦おわる。 The Pocket Book of Basic English:A Self-teaching Way into English (のちに English Through Pictures と改名, 略称EP). LELを土台に March of Time の映画をつくるプロセスから出てきた。はじめは映画を見たり, クラスで習ったりしたあとで, 忘れないための自習用に配られたプリントであったりしたが, それにPocket Books社が目をつけた。LELの静的な絵が, こんどは動的なstick figureになった。そして, 未来形, 現在進行形, 過去形を同一ページ内で導入するのが新機軸である。LELが論理的にきちんとしていて説明的であるのにくらべて, EPはより直感的, 経験的といえるかもしれない。 Teacher’s Guide for Learning the English Language. Learning Basic English: A Practical Handbook for English-speaking People. これらの手引きがととのい, 現場でLELをおしえやすくなった。 |
| 1946年    | English Language Research 設立。 |
| 1947年    | 東京女子大学教授 Constance Chappell, 東京女子大学の卒業生の子どもたちにLELをつかって英語を教えはじめる。日本におけるGDMのはじまり。 |
| 1950年    | リチャーズ中華人民共和国を訪問。 ベーシック訳ホメロスのイリアッド The Wrath of Achilles. French Self-Taught with Pictures; Spanish Self-Taught with Pictures (のちにそれぞれThrouch Picturesと改題).EPをもとに他の外国語にまで発展しはじめたこともあり, 研究所も Language Reasearch, Inc. と改名。 |
| 1951年    | ガリオア資金により吉沢美穂ハーバード大学に1年間留学, GDMを学ぶ。 |
| 1952年    | 吉沢美穂帰国, EPをつかってGDMによる教師養成講習会をはじめる。以来いろいろな形をとりながら, 現在までつづいている。そのころから月例の研究会もはじまっていた。 |
| 1953年    | Learning the English Language, Book Four.カナダでは約10年間スタンダードな教科書として移民に対する英語教育に使われたので, 内容にもそれがみられる。 German Through Pictures. |
| 1954年    | Hebrew Through Pictures. |
| 1955年    | Italian Through Pictures. Speculative Instruments. Yoshizawa, Teachers’ Handbook for English Through Pictures. |
| 1956年    | French Through Televisionにオハイオ州教育番組最優秀賞が与えられる。以後, 約10年間にわたって National Education Televisionより放映される。以前のMarch of Time制作の映画は登場人物によるSEN-SITの実演のみであったが, Through Television Seriesにおいては, ライブ場面と, stick-figureによるcartoonの組み合わせで効果をあげた。 |
| 1957年    | マンハッタンで公立学校, コミュニティ・センター, 家庭を有線テレビでつなぎ, スペイン語と英語を教えるChelsea Projectおこなわれる(1961年まで)。 吉沢美穂のまわりに集まる自然発生的な研究会も人数が増えたので, 「英語教授法研究会」として形を整え, News Bulletin 第1号をだす。 First Steps in Reading English.アルファベット26文字の導入を段階づけた。この方法の効果はDelmar Projectで確かめられた。 |
| 1958年    | Delmar Projectはニューヨーク州オールバニー市の小学1年生に対する学習効果を, 中学まで追跡しようとするもので1965年までおこなわれた。 English Through Pictures, Book Two（EP がのちに分冊されたのにともない, 現在ではBook Threeとよばれている）。それまでの500語から1000語に語彙をひろげ, 同時にグローバルな問題を根本から問いなおしている, リチャーズ会心の作。 英語教授法研究会は, 一般のひとびとを対象とした広報活動として, 第1回公開講演会を開催。以後, 毎年開催し現在にいたる。 |
| 1961年    | イスラエル文部省は60人の英語教師をGDMで特訓して, 他の教授法と比較した。Professor Morris Esonの報告によれば, EPグループは英語の発音になじんでいたが, コントロール・グループの半数はなじんでいなかった。EPグループはスピーキングに使える語彙が他のグループよりも２倍あった。しかもずっと複雑な文型を使い, まちがいも少なかった。 |
| 1965年    | 吉沢美穂『絵を使った文型練習』(大修館書店)。 |
| 1966年    | 英語教授法研究会関西支部(のちに西日本支部)がつくられた。 |
| 1968年    | So Much Nearer; Design for Escape. |
| 1969年    | 8月，はじめて合宿形式のTeacher Training Seminarを御殿場のYMCA東山荘でひらき, 以後毎夏おこなわれるようになる。 |
| 1971年    | “The Future of Reading”; “Instructional Engineering”. |
| 1974年    | Techniques in Language Control (with Christine Gibson) |
| 1979年    | リチャーズ中国講演旅行中に病気になり, 英国ケンブリッジで亡くなる(9月7日)。 |
| 1981年    | 11月，吉沢美穂死去 |
| 1990年    | 片桐ユズル『はじめてのにほんご』(大修館書店)。 |
| 1993年    | 5月，I.A.リチャーズ生誕百年祭, 京都精華大学にて。Katagiri and Constable, eds., A Semantically Sequenced Way of Teaching English: Selected and Uncollected Writings by I.A.Richards (山口書店). |
| 1999年    | 『GDMの理論と実際』(松柏社)。 |

## GDMの特徴
- 日本語を一切使わずに英語を教える。
- 授業中は、教師より生徒がたくさん発言する。
- 生徒は、教師の言う文章を復唱しないで、自分の見たままを英語で言う。
- 見る、聞く、言う、読む、の順番で英語の4技能すべてを1回の授業で行う。
- 教師は、丁寧な準備と生徒への注意力が求められる。
- 文法用語（現在進行形とか、過去形とか）は教えない。
- 説明をしないで教えるので、通常の授業が苦手な生徒にもかえってわかりやすい。
- 教師は準備の負担が大きい。しかし、それに勝るやりがいがあるという。
- 教科書は、シンプルな棒人間が印象的な「絵で見る英語」を使う。

## GDMの実践
- 一部の公立中学校
- 一部の私立高校
- 英語塾
- 個人の英語教室

## テキストブック
絵で見る英語１～３　（IBCパブリッシング）

## 関連書籍
- 「GDM英語教授法の理論と実際」　片桐ユズル、吉沢郁生著　1999年
- 「実践的な英語の学び方・教え方：通訳修業、GDM教授法、イントネーションの視点から」　伊達民和、新崎隆子、佐藤正人著　2021年
- 「Graded Direct Methodで英語の授業が変わる - 英語脳を育てる理論と実践」伊達民雄、片桐ユズル、他　2021年
- 脱・丸暗記！　50代からの話せる英語　河村有里子　2025年